# NGC 185
NGC 185 é uma galáxia esferoidal anã localizada a aproximadamente dois milhões e trezentos mil anos-luz de distância, suficientemente próxima para ser considerada uma galáxia vizinha da Via Láctea, na direção da constelação de Cassiopéia. Possui aproximadamente nove mil e setecentos anos-luz de diâmetro, uma magnitude aparente de +9,2, uma magnitude absoluta de -15,8, uma declinação de +48° 20' 27" e uma ascensão reta de 0 horas, 38 minutos e 58,1 segundos.
A galáxia NGC 185 foi descoberta em 30 de Novembro de 1787 por William Herschel e pertence ao Grupo Local de galáxias.